# Claude Meisch (Politiker)

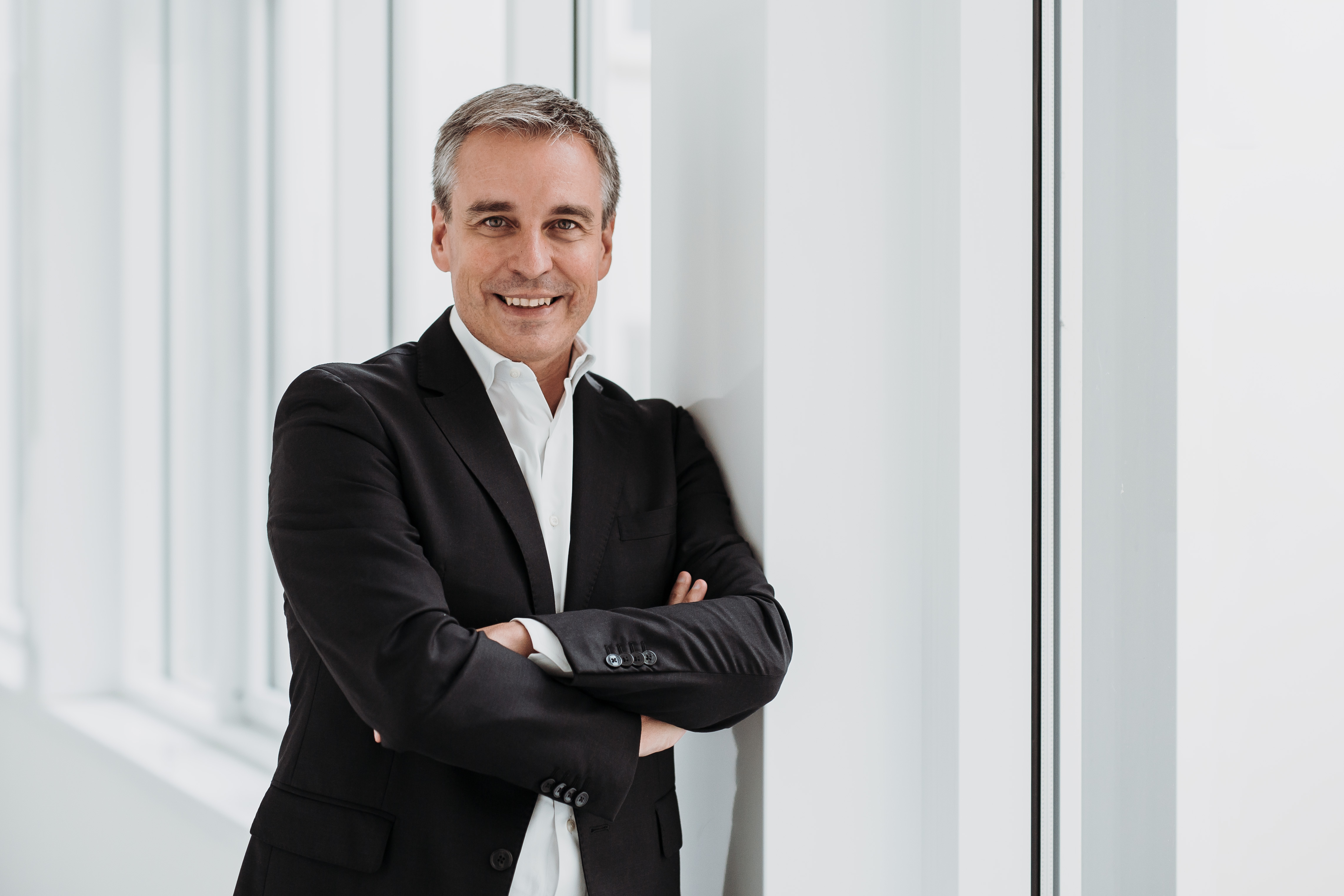
Claude Meisch (2020)

Claude Meisch (* 27. November 1971 in Petingen) ist ein luxemburgischer Politiker (DP).

## Werdegang und berufliche Tätigkeiten
Nachdem Claude Meisch das Abschlusszeugnis der 13. Klasse in der allgemeinen technischen Fachrichtung an der Realschule Lycée technique Mathias Adam in Petingen erworben hatte, studierte er an der Universität Trier, wo er 1998 zum Wirtschaftsmathematiker diplomierte.
Von 1999 bis 2013 arbeitete er bei der Banque de Luxembourg. Von 2005 bis 2013 war Claude Meisch Präsident des interkommunalen Verbandes für das Prinzessin-Marie-Astrid-Krankenhaus (Hôpital Princesse Marie-Astrid) in Niederkorn. Von 2008 bis 2013 war er Verwaltungsratsmitglied des Émile-Mayrisch-Krankenhauses (Centre hospitalier Émile Mayrisch – CHEM).

## Politische Aktivitäten
Seine politische Tätigkeit begann Meisch 1999, als er zum ersten Mal für die Demokratische Partei (DP) ins luxemburgische Parlament gewählt wurde. 2004, 2009 sowie 2013 wurde er wiedergewählt.
Auf lokaler Ebene war er anfangs von 2000 bis 2002 Schöffe der Stadt Differdingen. Von 2002 bis 2013 schließlich Bürgermeister der Stadt.
Von 2004 bis 2013 war er Präsident der Demokratischen Partei.

## Regierungsämter
Am 4. Dezember 2013 trat er als Minister für Bildung, Kinder und Jugend sowie als Minister für Hochschulwesen und Forschung in die Koalitionsregierung aus Demokratischer Partei (DP), Luxemburger Sozialistischer Arbeiterpartei (LSAP) und Grünen („déi gréng“) Regierung Bettel-Schneider ein.
Ab dem 17. November 2023 ist er in der CSV-DP Regierung unter Premierminister Luc Frieden, für Bildung und Wohnungsbau, sowie Landesplanung zuständig.